# ジブチルエーテル
ジブチルエーテル (dibutyl ether) は分子式C8H18Oで表されるエーテル類に属す化合物である。特有のエーテル臭を持つ無色の揮発性液体で、引火性が高い。消防法に定める第4類危険物 第2石油類に該当する。
液体のジブチルエーテルは水よりも軽いが、その蒸気は空気よりも重い。水に不溶であるが、アセトンやジクロロプロパンなど、多くの有機溶媒に溶ける。この性質により、さまざまな化学反応やプロセスにおいて溶剤として使われている。
また、過酸化物が形成する危険性があるため、熱、光、空気から保護する必要がある。

## 合成法
ジブチルエーテルは硫酸を触媒とした1-ブタノールの脱水によって得られる。過剰の濃硫酸に1-ブタノールを加え、140 °Cから150 °Cに加熱すると、以下の反応が進行する。
2C4H10O + H2SO4 → C8H18O + H2O
この方法では、アルキル硫酸塩の形成（特に温度が低い場合）や、アルケンの生成（特に温度が高い場合）などの二次反応の影響を受ける。
また、工業規模では、アルミナ上で1-ブタノールの蒸気を300 °Cで脱水することによっても得られる。

## 反応性
エーテル結合は酸化剤、弱い還元剤、塩基に対して非常に安定である。しかし、濃酸（HIやHBrなど）の存在下では開裂を起こし、第1級ハロゲン化ブチルと1-ブタノールを生成する。さらに反応を進めると、第2級ハロゲン化ブチルも生成しうる。
酸素の存在下でジブチルエーテルを放置すると徐々に酸化されて、爆発性のペルオキシドやヒドロペルオキシドが生成する。

## 用途
- グリニャール試薬合成の溶剤
- 脂肪、油、有機酸、アルカロイド、天然および合成樹脂の溶剤
- CDの製造工程での溶剤
- 重合反応における共触媒
- 農薬の製造
- 溶媒抽出
- エタノールやブタノールとの混合溶媒はエチルセルロースの優れた溶剤である。